# Toma de Palermo
El asedio de Palermo tuvo lugar entre el 27 y el 30 de mayo de 1860 en Palermo, Sicilia, durante la Expedición de los Mil dirigida por Giuseppe Garibaldi contra el Reino de las Dos Sicilias, en el ámbito de las guerras de unificación italiana.

## Batalla
Con unos 750 Camisas rojas capaces de luchar, junto con unos 3.000 picciotti (guerrilleros voluntarios sicilianos), el 27 de mayo Garibaldi atacó la capital siciliana de Palermo, en poder de una guarnición de entre 18.000 y 22.000 soldados del Ejército borbónico bajo el mando incompetente del general Ferdinando Lanza. Una parte significativa de los 180.000 habitantes de Palermo se unieron a Garibaldi, incluidos unos 1.000 2.000 prisioneros liberados de las cárceles locales. El primer día de combate, las fuerzas borbónicas fueron rechazadas de varias posiciones clave. Lanza ordenó entonces el bombardeo de la parte de la ciudad que había sido capturada por las fuerzas de Garibaldi, causando la muerte de unos 600 civiles al final del asedio.
El 28 de mayo, Garibaldi controlaba gran parte de Palermo y al día siguiente sus voluntarios repelieron un contraataque. Sin embargo, con la llegada de dos batallones de mercenarios bávaros bien entrenados para ayudar a los borbones, la ciudad fue atacada por los borbones, para relevar a la guarnición borbónica, la batalla se volvió contra Garibaldi, cuyas tropas estaban casi sin municiones. Sin embargo, Lanza entregó la ciudad el 30 de mayo. Garibaldi envió a su hijo Menotti para observar la rendición de la guarnición, y rápidamente se firmó un armisticio con la mediación del almirante británico Rodney Mundy. Finalmente, una convención el 6 de junio dispuso la retirada por mar de unos 22.000 soldados borbónicos, el 19 de mayo. Junio.